# El millonario
"El millonario" és la versió espanyola del popular concurs internacional "Who Wants to Be a Millionaire Hot Seat". El premi màxim a Espanya és de 100.000 €, aconseguint-lo encertant 15. El programa, emès en La Sexta, va ser presentat per Núria Roca Granell des de la seva primera emissió el 15 de febrer de 2012.
Finalment, després de dos mesos en emissions, la cadena espanyola La Sexta va posar fi al programa el 25 de maig de 2012 a causa de la baixa audiència de la sobretaula. Per aquest motiu, l'últim programa es va emetre en maig de 2012, encara que la cadena va continuar emetent reposicions del programa fins al 9 de novembre del mateix any.

## Mecànica
En cada lliurament es realitza un previ sorteig de l'ordre en què participaran els 6 competidors, els quals intentaran respondre a les preguntes dels 15 nivells amb els quals compta l'espai. Els 5 primers nivells tenen un temps de 15 segons cadascun, els 5 següents, 30; i els 5 últims, 45.
Una vegada decidit l'ordre en la fase prèvia, els concursants, asseguts cadascun en les seves respectives cadires, tractaran d'aconseguir el màxim nivell de preguntes responent-les en un curt període, Si desconeix la resposta correcta, podrà utilitzar el comodí de passar la pregunta al següent competidor, qui estarà obligat a respondre. Si encerta podrà romandre en el programa i si és el seu primer torn amb l'opció de pas disponible, podrà usar-la en alguna pregunta posterior d'aquest torn. Si a un concursant se li acaba el temps en una pregunta, computarà com a pas, però si ja havia usat el comodí de pas abans o no podia usar-lo en aquest moment, comptarà com a fallada. Únicament es pot utilitzar l'opció de passar una vegada per concursant. Una fallada suposa l'eliminació del concursant del joc, el premi màxim baixa un graó i el següent concursant haurà de respondre una altra pregunta del mateix nivell. Si tots els concursants queden eliminats el joc acaba. Quan es formula l'última pregunta, el valor de la qual depèn del nombre de fallades comeses entre tots els concursants durant el joc, si el concursant l'encerta, gana la quantitat de diners corresponents a aquest nivell, si no, rebrà 1000 € de consolació.

## Audiències
| Temporada | Temporada | Episodis | Estrena              | Final              | Audiència mitjana | Audiència mitjana | Audiència mitjana |
| Temporada | Temporada | Episodis | Estrena              | Final              | Espectadors       | Quota             |                   |
| --------- | --------- | -------- | -------------------- | ------------------ | ----------------- | ----------------- | ----------------- |
|           | 1         | 74       | 15 de febrer de 2012 | 25 de maig de 2012 | 424 000           | 3,1%              |                   |

| Programes emesos. (Evolució setmanal) | Programes emesos. (Evolució setmanal) | Programes emesos. (Evolució setmanal) | Programes emesos. (Evolució setmanal) |
| Capítol                               | Data                                  | Espectadors                           | Share                                 |
| ------------------------------------- | ------------------------------------- | ------------------------------------- | ------------------------------------- |
| 01                                    | 15 de febrer de 2012                  | 395.000                               | 2,8%                                  |
| 02                                    | 16 de febrer de 2012                  | 409.000                               | 2,9%                                  |
| 03                                    | 17 de febrer de 2012                  | 509.000                               | 3,6%                                  |
| 04                                    | 20 de febrer de 2012                  | 374.000                               | 2,6%                                  |
| 05                                    | 21 de febrer de 2012                  | 546.000                               | 4,0%                                  |
| 06                                    | 22 de febrer de 2012                  | 529.000                               | 3,9%                                  |
| 07                                    | 23 de febrer de 2012                  | 434.000                               | 3,2%                                  |
| 08                                    | 24 de febrer de 2012                  | 469.000                               | 3,4%                                  |
| 09                                    | 27 de febrer de 2012                  | 567.000                               | 4,2%                                  |
| 10                                    | 27 de febrer de 2012                  | 870.000                               | 4,7%                                  |
| 11                                    | 28 de febrer de 2012                  | 411.000                               | 3,2%                                  |
| 12                                    | 29 de febrer de 2012                  | 469.000                               | 3,5%                                  |
| 13                                    | 1 de març de 2012                     | 468.000                               | 3,5%                                  |
| 14                                    | 2 de març de 2012                     | 549.000                               | 4,0%                                  |
| 15                                    | 5 de març de 2012                     | 430.000                               | 3,1%                                  |
| 16                                    | 6 de març de 2012                     | 497.000                               | 3,7%                                  |
| 17                                    | 7 de març de 2012                     | 413.000                               | 3,1%                                  |
| 18                                    | 8 de març de 2012                     | 489.000                               | 3,6%                                  |
| 19                                    | 9 de març de 2012                     | 514.000                               | 3,7%                                  |
| 20                                    | 12 de març de 2012                    | 398.000                               | 2,9%                                  |
| 21                                    | 12 de març de 2012                    | 288.000                               | 2,4%                                  |
| 22                                    | 13 de març de 2012                    | 405.000                               | 3,0%                                  |
| 23                                    | 13 de març de 2012                    | 342.000                               | 2,9%                                  |
| 24                                    | 14 de març de 2012                    | 386.000                               | 2,9%                                  |
| 25                                    | 14 de març de 2012                    | 319.000                               | 2,6%                                  |
| 26                                    | 15 de març de 2012                    | 440.000                               | 3,3%                                  |
| 27                                    | 15 de març de 2012                    | 314.000                               | 2,6%                                  |
| 28                                    | 16 de març de 2012                    | 407.000                               | 3,0%                                  |
| 29                                    | 16 de març de 2012                    | 310.000                               | 2,4%                                  |
| 30                                    | 19 de març de 2012                    | 382.000                               | 2,9%                                  |
| 31                                    | 20 de març de 2012                    | 452.000                               | 3,1%                                  |
| 32                                    | 21 de març de 2012                    | 470.000                               | 3,3%                                  |
| 33                                    | 22 de març de 2012                    | 432.000                               | 3,2%                                  |
| 34                                    | 23 de març de 2012                    | 446.000                               | 3,2%                                  |
| 35                                    | 26 de març de 2012                    | 414.000                               | 3,1%                                  |
| 36                                    | 27 de març de 2012                    | 462.000                               | 3,4%                                  |
| 37                                    | 28 de març de 2012                    | 416.000                               | 3,2%                                  |
| 38                                    | 29 de març de 2012                    | 566.000                               | 3,9%                                  |
| 39                                    | 30 de març de 2012                    | 467.000                               | 3,5%                                  |
| 40                                    | 2 d'abril de 2012                     | 460.000                               | 3,3%                                  |
| 41                                    | 3 d'abril de 2012                     | 379.000                               | 2,7%                                  |
| 42                                    | 4 d'abril de 2012                     | 324.000                               | 2,4%                                  |
| 43                                    | 5 d'abril de 2012                     | 479.000                               | 3,4%                                  |
| 44                                    | 6 d'abril de 2012                     | 508.000                               | 3,9%                                  |
| 45                                    | 9 d'abril de 2012                     | 341.000                               | 2,6%                                  |
| 46                                    | 10 d'abril de 2012                    | 374.000                               | 2,7%                                  |
| 47                                    | 11 d'abril de 2012                    | 392.000                               | 2,8%                                  |
| 48                                    | 12 d'abril de 2012                    | 490.000                               | 3,5%                                  |
| 49                                    | 13 d'abril de 2012                    | 445.000                               | 3,1%                                  |
| 50                                    | 16 d'abril de 2012                    | 406.000                               | 2,9%                                  |
| 51                                    | 17 d'abril de 2012                    | 425.000                               | 3,1%                                  |
| 52                                    | 18 d'abril de 2012                    | 412.000                               | 3,0%                                  |
| 53                                    | 19 d'abril de 2012                    | 400.000                               | 2,9%                                  |
| 54                                    | 20 d'abril de 2012                    | 453.000                               | 3,3%                                  |
| 55                                    | 23 d'abril de 2012                    | 351.000                               | 2,6%                                  |
| 56                                    | 24 d'abril de 2012                    | 455.000                               | 3,3%                                  |
| 57                                    | 25 d'abril de 2012                    | 356.000                               | 2,6%                                  |
| 58                                    | 26 d'abril de 2012                    | 417.000                               | 3,0%                                  |
| 59                                    | 27 d'abril de 2012                    | 362.000                               | 2,6%                                  |
| 60                                    | 30 d'abril de 2012                    | 357.000                               | 2,4%                                  |
| 61                                    | 1 de maig de 2012                     | 466.000                               | 3,4%                                  |
| 62                                    | 2 de maig de 2012                     | 424.000                               | 3,0%                                  |
| 63                                    | 3 de maig de 2012                     | 403.000                               | 3,0%                                  |
| 64                                    | 4 de maig de 2012                     | 353.000                               | 2,5%                                  |
| 65                                    | 14 de maig de 2012                    | 274.000                               | 2,0%                                  |
| 66                                    | 15 de maig de 2012                    | 401.000                               | 2,8%                                  |
| 67                                    | 16 de maig de 2012                    | 374.000                               | 2,7%                                  |
| 68                                    | 17 de maig de 2012                    | 418.000                               | 3,0%                                  |
| 69                                    | 18 de maig de 2012                    | 390.000                               | 2,8%                                  |
| 70                                    | 21 de maig de 2012                    | 379.000                               | 2,6%                                  |
| 71                                    | 22 de maig de 2012                    | 373.000                               | 2,7%                                  |
| 72                                    | 23 de maig de 2012                    | 374.000                               | 2,7%                                  |
| 73                                    | 24 de maig de 2012                    | 402.000                               | 3,0%                                  |
| 74                                    | 25 de maig de 2012                    | 329.000                               | 2,4%                                  |

     Màxim històric d'audiència (sobretaula).
     Mínim històric (sobretaula).

## Detalls de l'emissió
"El Millonario" s'ha emès a Espanya habitualment de dilluns a divendres des de les 15.30 de la tarda fins a les 16.15, incloent la publicitat. Ocasionalment s'han produït especials emesos a la nit.